# Adoretus rugulosus
Adoretus rugulosus är en skalbaggsart som beskrevs av Hermann Burmeister 1844. Adoretus rugulosus ingår i släktet Adoretus och familjen Rutelidae. Inga underarter finns listade i Catalogue of Life.